# Trybunał inkwizycji w Treviso
Trybunał inkwizycji w Treviso – sąd inkwizycyjny, mający swą siedzibę w Treviso w Republice Weneckiej, działający od XVI wieku do 1806. Był kierowany przez franciszkanów konwentualnych. Wchodził w skład struktur inkwizycji rzymskiej.

## Historia
Diecezja Treviso podlegała jurysdykcji franciszkańskich inkwizytorów Marchii Trewizańskiej już od 1254, na mocy rozporządzeń papieża Innocentego IV. Nie ma jednak dowodów na istnienie samodzielnego trybunału dla diecezji Treviso przed wiekiem XVI. Na przełomie lat 20. i 30. XVI wieku w Treviso działał franciszkański inkwizytor Martino Tomasi da Treviso. Jednak dopiero po utworzeniu przez papieża Pawła III Kongregacji Świętego Oficjum Inkwizycji w Rzymie (1542) i zreformowaniu inkwizycji w Republice Weneckiej w celu walki w reformacją (1547) utworzony został na stałe trybunał inkwizycyjny w Treviso. W 1550 inkwizytorem został franciszkanin konwentualny Nicolò Vernieri. 
Jednym z najlepiej udokumentowanych epizodów z dziejów trybunału w Treviso jest proces anabaptysty Francesco Sartori da Asolo w 1551. Sartori został uznany przez trybunał za nieskruszonego heretyka i skazany na śmierć oraz konfiskatę dóbr. Do wykonania wyroku jednak nie doszło, gdyż na skutek interwencji władz weneckich proces przeniesiono do stolicy Republiki, gdzie wyrok śmierci anulowano.
Republika Wenecka przestała istnieć w wyniku inwazji rewolucyjnej Francji w 1797. Po pokoju w Campo Formio (17 października 1797) Treviso znalazło się w granicach Austrii. Kilka lat później, w wyniku kolejnej wojny francusko-austriackiej, zostało włączone do utworzonego przez Napoleona Bonaparte Królestwa Włoch, którego władze nie zamierzały tolerować dłużej działalności inkwizycji. Dekretem z dnia 28 lipca 1806 konwent S. Francesco w Treviso został rozwiązany, co oznaczało jednocześnie także likwidację trybunału inkwizycyjnego. We wrześniu tego samego roku zmarł ostatni inkwizytor Treviso Francesco Pisani di Venezia

## Organizacja
Siedzibą trybunału był franciszkański konwent S. Francesco w Treviso. Na czele trybunału stał zawsze jeden inkwizytor wywodzący się z zakonu franciszkanów konwentualnych. Podlegało mu dwóch wikariuszy (zastępców) oraz sześciu wikariuszy rejonowych, reprezentujących go na prowincji. Jurysdykcji inkwizytora Treviso podlegała jedynie diecezja Treviso.

## Inkwizytorzy Treviso (1550–1806)
Lista inkwizytorów Treviso została sporządzona przez franciszkańskiego historyka Pietro Antonio Ribettiego. Z uwagi na datę jej sporządzenia, doprowadzono ją jedynie do nominacji Girolamo Antonio Cagnacciego w roku 1710. Listę tę można wprawdzie uzupełnić na podstawie innych źródeł, jednak nie zawsze z precyzyjnymi datami.
- Nicolò Vernieri OFMConv (1550–1552)[2]
- Bonaventura Farinerio da Castelfranco OFMConv (1552–1556)[2]
- Andrea Bergamin da Vicenza OFMConv (1556–1559)[2]
- Luigi da Treviso OFMConv (1562–1567)[2]
- Bonaventura Belliorio da Pinerolo OFMConv (1567–1570)[2]
- Teofilo Borgondio da Rovigo OFMConv (1570–1590)[2]
- Felice Pranzini da Pistoia OFMConv (1590–1597)[2]
- Paolo Sansoni da Milano OFMConv (1597–1614)[2]
- Girolamo Moretto da Fossombrone OFMConv (1614–1620)[2]
- Costanzo Taroni da Lugo OFMConv (1620–1635)[2]
- Bernardino Senesi da Lucignano OFMConv (1635–1641)[2]
- Guglielmo Granaioni da Bologna OFMConv (1641–1646)[2]
- Carlo Pallagalli da Velletri OFMConv (1646–1652)[2]
- Bonaventura de Battistis da Fano OFMConv (1652–1655)[2]
- Giovanni Pelleri da Radicofani OFMConv (1655–1656)[2]
- Emilio Tensini da Crema OFMConv (1656–1658)[2]
- Francesco Colli da Bologna OFMConv (1659–1662)[2]
- Agostino Giorgi da Bologna OFMConv (1662–1675)[2]
- Antonio Dall'Occhio OFMConv (1675–1677)[2]
- Domenico Antonio Ranieri da Acquapendente OFMConv (1677–1706)[2]
- Giuseppe Maria Baldrati OFMConv (1706–1707)[2]
- Giovanni Michele Vergari da Gubbio OFMConv (1707–1710)[2]
- Antonio Girolamo Cagnacci OFMConv (1710–1732)[2][9]
- Costantino Passaglia di Rimini OFMConv (1732–1739)[10]
- Francesco Antonio Mantoa da Vicenza OFMConv (1739–1750)[11]
- Carlippolito Baratti da Rovigo OFMConv (1750–1773)[12]
- Giuseppe Frassen OFMConv (1773–1792)[13]
- Francesco Pisani di Venezia OFMConv (1792–1806)[5]